# Белая Горка 1-я
Белая Горка 1-я  — село в Богучарском районе Воронежской области.
Входит в состав Суходонецкого сельского поселения.

## Население
| 1859 | 1897  | 2000 | 2005 | 2010 |
| ---- | ----- | ---- | ---- | ---- |
| 619  | ↗1029 | ↘175 | ↘149 | ↗169 |

## География

### Улицы
- ул. Коммунаров,
- ул. Октябрьская,
- ул. Пролетарская,
- пер. Белогорский.